# John Hannah (acteur)
Pour les articles homonymes, voir John Hannah.
 (janvier 2023).
Si vous disposez d'ouvrages ou d'articles de référence ou si vous connaissez des sites web de qualité traitant du thème abordé ici, merci de compléter l'article en donnant les références utiles à sa vérifiabilité et en les liant à la section « Notes et références ».
John Hannah est un acteur britannique, né le 23 avril 1962 à East Kilbride (Écosse). Il est également producteur de télévision.

## Biographie

### Enfance et formation
John Hannah est né à East Kilbride en South Lanarkshire. Le plus jeune d'une famille de trois enfants, il a deux sœurs aînées. Sa mère, Susan, était agent de nettoyage chez Marks & Spencer, et son père John était fabricant d'outils,.
Il suit les cours du Claremont High School d'East Kilbride, et continue par un apprentissage d'électricien. Il prend part aux activités du club de théâtre d'East Kilbride et, sur les conseils d'un camarade, termine son apprentissage d'électricien avant d'être admis à l'Académie Royale de Musique et d'Art Dramatique d'Écosse.

### Carrière
Son diplôme obtenu, John Hannah apparaît dans des productions de théâtre, de cinéma, de télévision, puis connaît un réel succès en 1994 grâce à son interprétation de Matthew dans Quatre mariages et un enterrement (1994). Après ce rôle qui le révèle au grand public, il joue un médecin-légiste détective dans la série télévisée McCallum, puis un tueur psychopathe aux côtés de Helen Baxendale dans le téléfilm Truth or Dare (1997).
Il interprète un père fou de karaoké dans The James Gang, puis un personnage un peu décalé, alcoolique et chapardeur, dans La Momie (1999) et Le Retour de la momie (2001), et tient le rôle principal de la comédie romantique Pile et Face (1998) au côté de Gwyneth Paltrow.
Il joue le rôle de Terry Swinton dans le film Hurricane Carter qui retrace la vie du boxeur Rubin « Hurricane » Carter avec Denzel Washington.
Le 24 décembre 1997, John Hannah et le producteur des Scottish Films Murray Ferguson créent une société de production, Clerkenwell Films. La première production importante de Clerkenwell est la série Rebus, notamment les épisodes « Black and Blue » et « The Hanging Garden ». Cependant, Rebus est repris par STV Productions, et John Hannah y est remplacé dans le rôle de DI John Rebus par Ken Stott. Hannah est aussi la voix de la publicité britannique pour le Co-operative Group. En 2010, il interprète Quintus Lentulus Batiatus, le propriétaire d'un centre d'entraînement de gladiateurs dans Spartacus : Le Sang des gladiateurs et dans sa préquelle Spartacus : Les Dieux de l'arène.
En janvier 2023, il joue le Dr Neuman durant la scène d'ouverture du Pilote de la série The Last of Us diffusée sur HBO

### Vie personnelle
John Hannah épouse l'actrice Joanna Roth le 20 janvier 1996. Le couple s'est rencontré plusieurs années auparavant pendant le tournage de Measure for Measure de Shakespeare. Lors des interviews qu'il accorde, John Hannah mentionne des anecdotes de leur relation, comme la fois où ils étaient allés au restaurant Sri Siam à Londres, et qu'il lui avait demandé sa main en l'écrivant sur la nappe. Ils ont des jumeaux, un garçon nommé Gabriel et une fille nommée Astrid, nés le 11 février 2004.
Peu après son interprétation de Franky Drinkall, officier de police épileptique dans la série Out of the Blue, il apporte son soutien à l'Association des épileptiques d'Écosse. Il a été pendant de longues années un des porte-parole pour la campagne d'Oxfam International Cessation des conflits armés.

## Filmographie

### Comme acteur

#### Cinéma

##### Longs métrages
- 1990 : Harbour Beat de David Elfick : Neal McBride
- 1994 : Quatre mariages et un enterrement (Four Weddings and a Funeral) de Mike Newell : Matthew
- 1995 : Décompte infernal (The Final Cut) de Roger Christian : Gilmore
- 1995 : Madagascar Skin de Chris Newby : Harry
- 1996 : Témoin innocent (The Innocent Sleep) de Scott Michell : James
- 1997 : The James Gang de Mike Barker : Spendlove James
- 1998 : Pile et Face (Sliding Doors) de Peter Howitt : James Hammerton
- 1998 : Resurrection Man de Marc Evans : Darkie Larche
- 1998 : So This Is Romance? de Kevin W. Smith : Tony
- 1999 : La Momie (The Mummy) de Stephen Sommers : Jonathan Carnahan
- 1999 : Hurricane Carter (The Hurricane) de Norman Jewison : Terry Swinton
- 1999 : Suspicion (The Intruder) de David Bailey : Charlie
- 2000 : Circus de Rob Walker : Leo
- 2000 : Pandemonium (Pandaemonium) de Julien Temple : William Wordsworth
- 2001 : Camouflage : Man invited
- 2001 : Le Retour de la momie (The Mummy Returns) de Stephen Sommers : Jonathan Carnahan
- 2002 : Before You Go de Lewis Gilbert : Mike
- 2002 : Autour de Lucy (I'm with Lucy) de Jon Sherman : Doug
- 2004 : Male Mail : Jimmy
- 2006 : Ghost Son de Lamberto Bava : Mark
- 2007 : La Dernière Légion (The Last Legion) de Doug Lefler : Nestor
- 2008 : La Momie : La Tombe de l'empereur Dragon (The Mummy III: Tomb of the Emperor Dragon) de Rob Cohen: Jonathan Carnahan
- 2012 : The Words de Brian Klugman et Lee Sternthal : Richard Ford
- 2013 : The Wee Man de Ray Burdis : Tam McGraw
- 2013 : The Christmas Candle de John Stephenson : William Barstow
- 2014 : Ping Pong Summer de Michael Tully : Brendan Miracle
- 2014 : Shooting for Socrates de James Erskine (en) : Billy Bingham
- 2018 : Overboard de Rob Greenberg : Colin
- 2020 : Enemy Lines de Anders Banke : colonel Preston
- 2021 : Le Rapport Auschwitz (The Auschwitz Report) de Peter Bebjak : Warren
- 2024 : Damaged de Terry McDonough : McGregor

##### Courts métrages
- 2014 : Cutting Grass : Gerry
- 2014 : Get Some : Dr. James Borans

#### Télévision

##### Téléfilms
- 1987 : Bookie
- 1993 : Paul Calf's Video Diary : Mark
- 1994 : Pauline Calf's Wedding Video : Mark
- 1996 : Truth or Dare : Nick
- 1996 : Circles of Deceit: Kalon : Jason Sturden
- 1997 : Un nouveau départ pour la Coccinelle (The Love Bug) : Simon Moore III
- 2000 : Rebus: Black and Blue : DI John Rebus
- 2000 : Rebus: The Hanging Garden : DI John Rebus
- 2001 : Rebus: Dead Souls : DI John Rebus
- 2002 : Dr. Jekyll and Mr. Hyde : Dr. Jekyll & Mr Hyde
- 2003 : La Confiance trahie (I Accuse) : Dr. Richard Darian
- 2004 : Rebus: Mortal Causes : DI John Rebus
- 2004 : Le Train de 16 h 50 (4.50 from Paddington) : Inspector Tom Campbell
- 2005 : Cold Blood : Jake Osbourne
- 2006 : Cold Blood 2 : Jake Osbourne

#### Séries télévisées
- 1987 : Le Train de 16 h 50 : Cedric Crackenthorpe
- 1987 : Brond : Robert
- 1994 : Milner : Windscreen washer
- 1994 : Faith : Nick Simon
- 1995 : Out of the Blue : D.S. Frank « Frankie » Drinkall
- 1995 : McCallum : Dr Iain McCallum
- 2001 : Alias : Martin Shepard (saison 1, épisodes 6 et 7)
- 2002 : MDs : Robert Dalgety
- 2003 : La Caravane de l'étrange (Carnivàle) : Strangler (épisodes 5 et 6)
- 2004 : Amnesia : D.S. Mackenzie Stone
- 2005-2008 : Cold Blood : Jake Osbourne
- 2008 : Hercule Poirot : Dr Gerard (épisode Rendez-vous avec la mort)
- 2010 : Spartacus : Le Sang des gladiateurs (Spartacus: Blood and Sand) : Lentulus Batiatus
- 2011 : Spartacus : Les Dieux de l'arène (Spartacus: Gods of the Arena) : Lentulus Batiatus (mini-série)
- 2012 : Damages : Rutger Simon (10 épisodes)
- 2012 : Rosamunde Pilcher : Richard Kendall (épisode 113)
- 2012-2014 : Close Case : Affaires closes (A Touch of Cloth) : Jack Cloth (6 épisodes)
- 2013 : Elementary : Rhys Kinlan (saison 1, épisode 15)
- 2013-2015 : Atlantis : Tychon / Aeson (3 épisodes)
- 2014 : The Widower : DS Charlie Henry (mini-série, 2 épisodes)
- 2016-2017 : Marvel : Les Agents du SHIELD : Dr Holden Radcliffe (27 épisodes)
- 2017 : Dirk Gently, détective holistique : Mage (8 épisodes)
- 2019 : The Victim  : DI Stephen Grover (mini-série, 4 épisodes)
- 2019 : Secret médical (Trust Me) : Dr Archie Watson (4 épisodes, en cours)
- depuis 2020 : Dr. Bash : Jed Bishop (26 épisodes, en cours)
- 2023 : The Last of Us : Dr Neuman (saison 1, épisode 1)
- 2023 : Black Mirror : Richard King (saison 6, épisode 2)

### Comme producteur
- 2000 : Rebus: Black and Blue (téléfilm)
- 2000 : Rebus: The Hanging Garden (téléfilm)
- 2001 : Rebus: Dead Souls (téléfilm)
- 2002 : Dr. Jekyll and Mr. Hyde (série télévisée)
- 2004 : Quite Ugly One Morning (téléfilm)
- 2004 : Rebus: Mortal Causes (téléfilm)

## Voix francophones
En version française, John Hannah est dans un premier temps doublé par Emmanuel Salinger dans Quatre mariages et un enterrement et Pile et Face. Par la suite, Georges Caudron devient sa voix dans la quasi-totalité de ses apparitions, le doublant plus d'une vingtaine de fois, jusqu'à sa mort en décembre 2022. Il le double notamment dans La Momie, Le Retour de la Momie, Rendez-vous avec la mort, Spartacus, Damages, Close Case : Affaires closes, The Widower, Marvel : Les Agents du SHIELD, Overboard, The Victim ou encore Enemy Lines.
En parallèle, il est doublé à deux reprises par  Pierre Tessier dans Hurricane Carter et Circus, ainsi qu'à titre exceptionnel par Bruno Dubernat dans Suspicion, Luc Boulad dans Pandemonium, Patrick Mancini dans Autour de Lucy, Éric Herson-Macarel dans La Dernière Légion et Serge Faliu dans Atlantis. 
À la suite du décès de Georges Caudron, l'acteur est doublé par Jean-Philippe Puymartin dans The Last of Us, Arnaud Bedouët dans Black Mirror et Sacha Petronijevic dans Damaged.